# Les Années monsieur
Albums de Keith Kouna
Du plaisir et des bombes
(2012)
Les Années monsieur est le premier album solo de l'auteur-compositeur-interprète québécois Keith Kouna. Cet album est paru en novembre 2008 sous l'étiquette P572.

## Titres
| 1.    | Tarentule   | 2:51 |
| 2.    | Haut        | 3:45 |
| 3.    | La joyeuse  | 2:52 |
| 4.    | Oublie ça   | 4:16 |
| 5.    | Déo         | 3:18 |
| 6.    | Brillantine | 4:31 |
| 7.    | Godichons   | 5:09 |
| 8.    | Marin       | 4:11 |
| 9.    | L'or        | 5:05 |
| 10.   | La tape     | 6:06 |
| 11.   | Rue Richard | 4:35 |
| 12.   | Labrador    | 5:54 |
| 52:33 |             |      |